# Palgon
Palgon Dzong, Chinees: Baingoin Xian is een arrondissement in de prefectuur Nagchu in de Tibetaanse Autonome Regio, China. Het arrondissement ligt aan de Namtso, op het Qinghaimeer na het grootste zoutmeer van China.

## Geografie en klimaat
Het heeft een oppervlakte van 28.383 km² en in 2000 telde het 32.287 inwoners. De gemiddelde hoogte is 4.700 meter. De gemiddelde jaarlijkse temperatuur is -2 °C, met gemiddeld in januari -11,3 °C en in juli 8,3 °C. Jaarlijks valt er gemiddeld 300,4 mm neerslag.

## Etnische verdeling van de bevolking
Bij de volkstelling van 2000 werden in Palgon 32.287 inwoners geteld, verdeeld over de volgende etnische groepen:
| Etnische groep | inwoners | aandeel |
| -------------- | -------- | ------- |
| Tibetanen      | 32.133   | 99,52%  |
| Han            | 107      | 0,33%   |
| Zhuang         | 11       | 0,03%   |
| Mongolen       | 9        | 0,03%   |
| Overig         | 27       | 0,08%   |

## Economie
De veeteelt, aan de oevers van de meren vooral begrazing, is de belangrijkste economische tak van Palgon. Verder wordt ook goud, boor, zout en potas gewonnen.